# Diodora listeri
Diodora listeri är en snäckart som först beskrevs av d'Orbigny 1842.  Diodora listeri ingår i släktet Diodora och familjen nyckelhålssnäckor. Inga underarter finns listade i Catalogue of Life.

## Bildgalleri

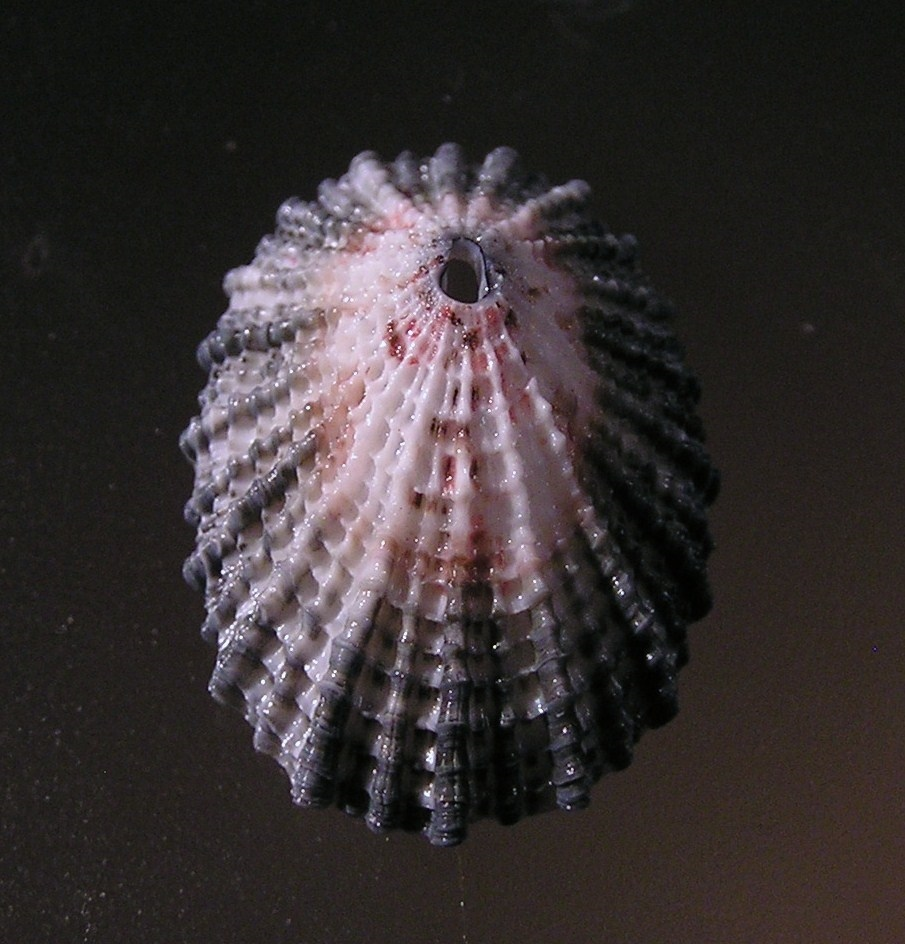
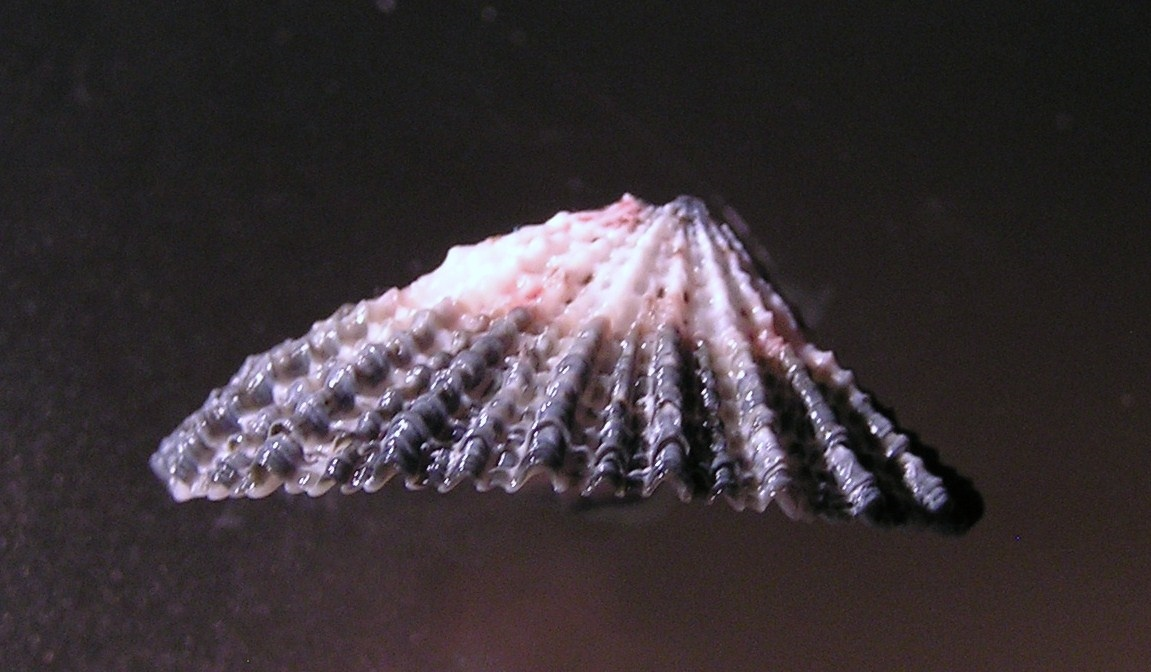
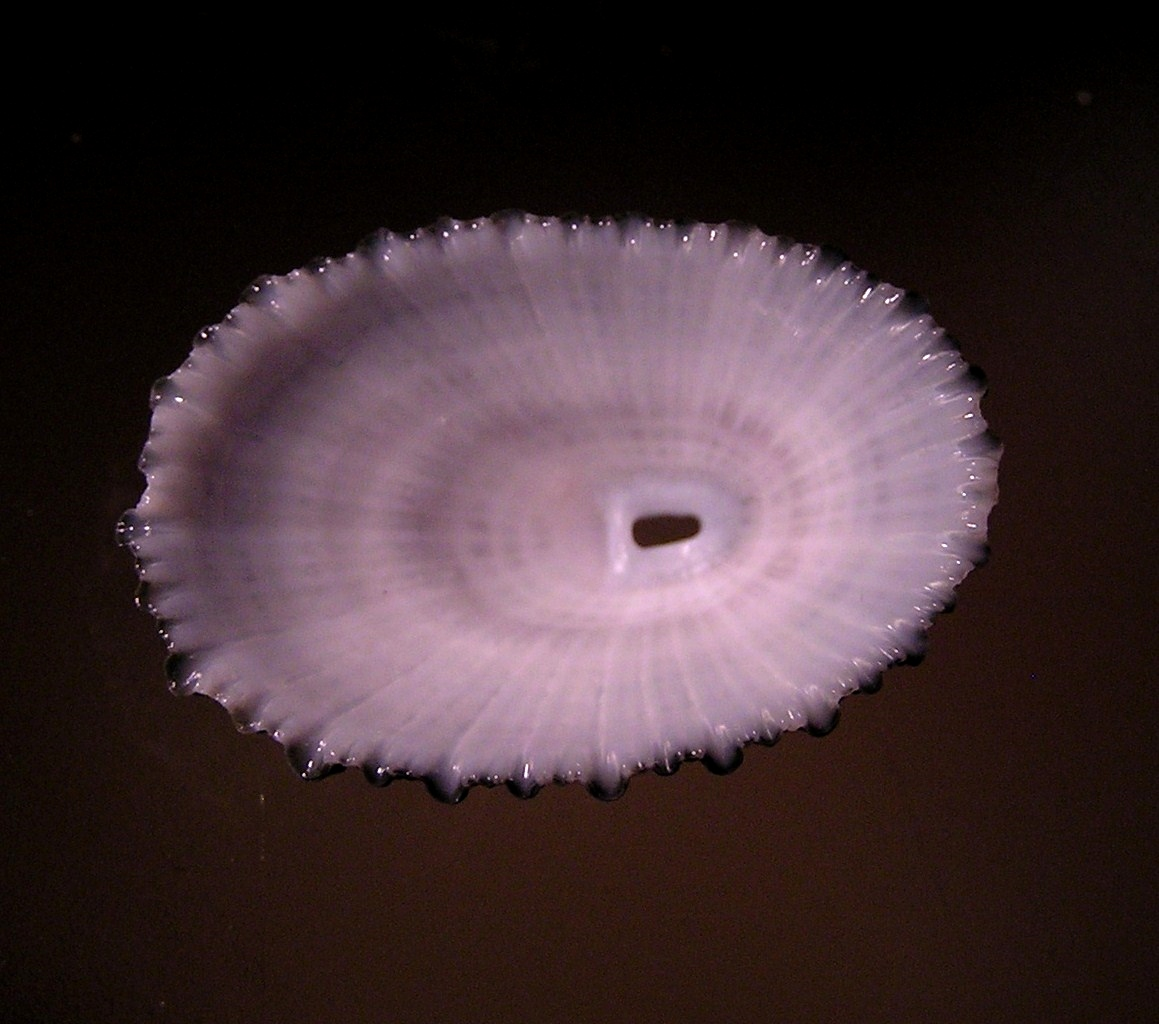